# Simone Martini

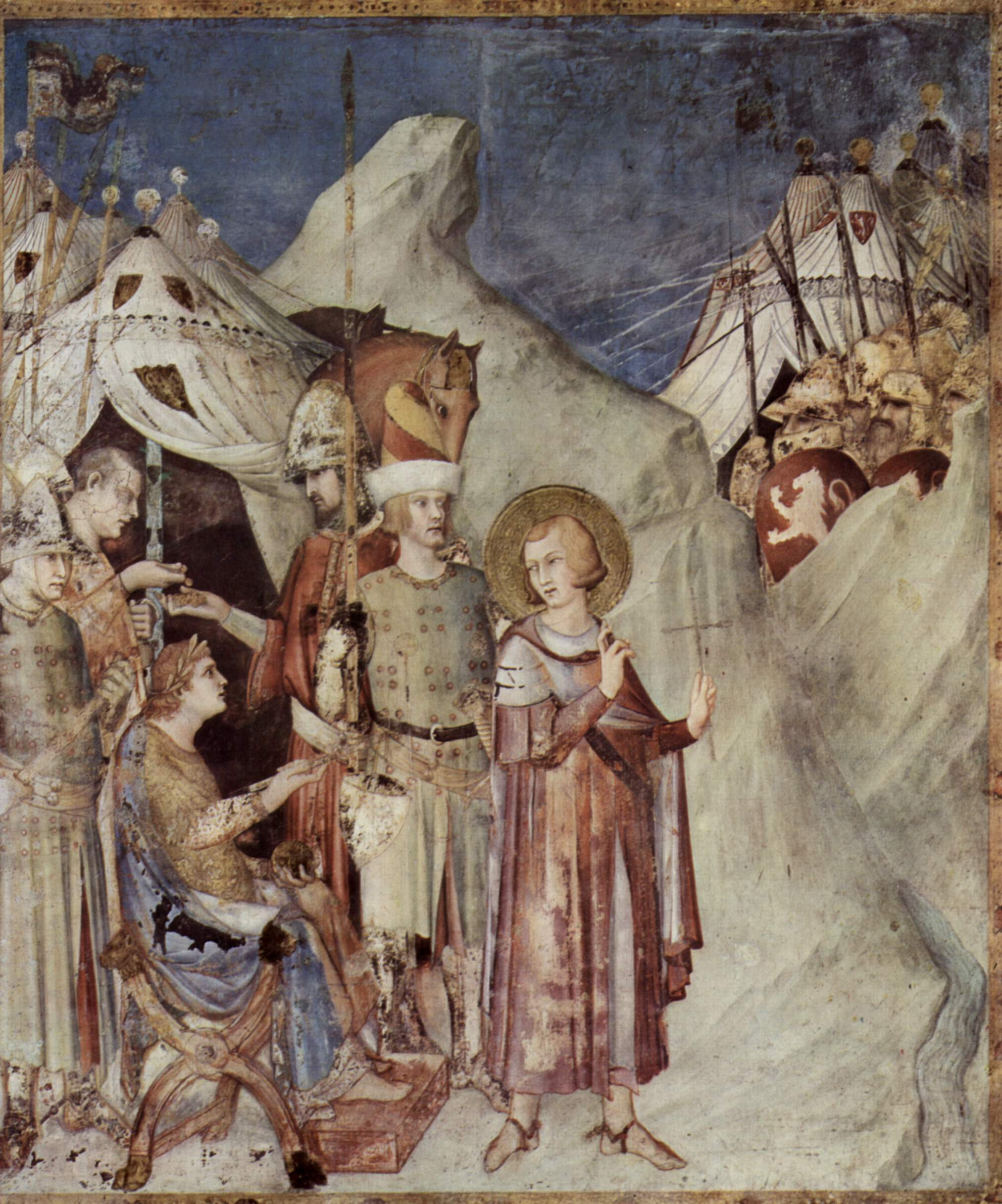
St. Martin wendet sich ab vom Leben als Ritter und Kämpfer (Fresco, Basilika San Francesco, Assisi)

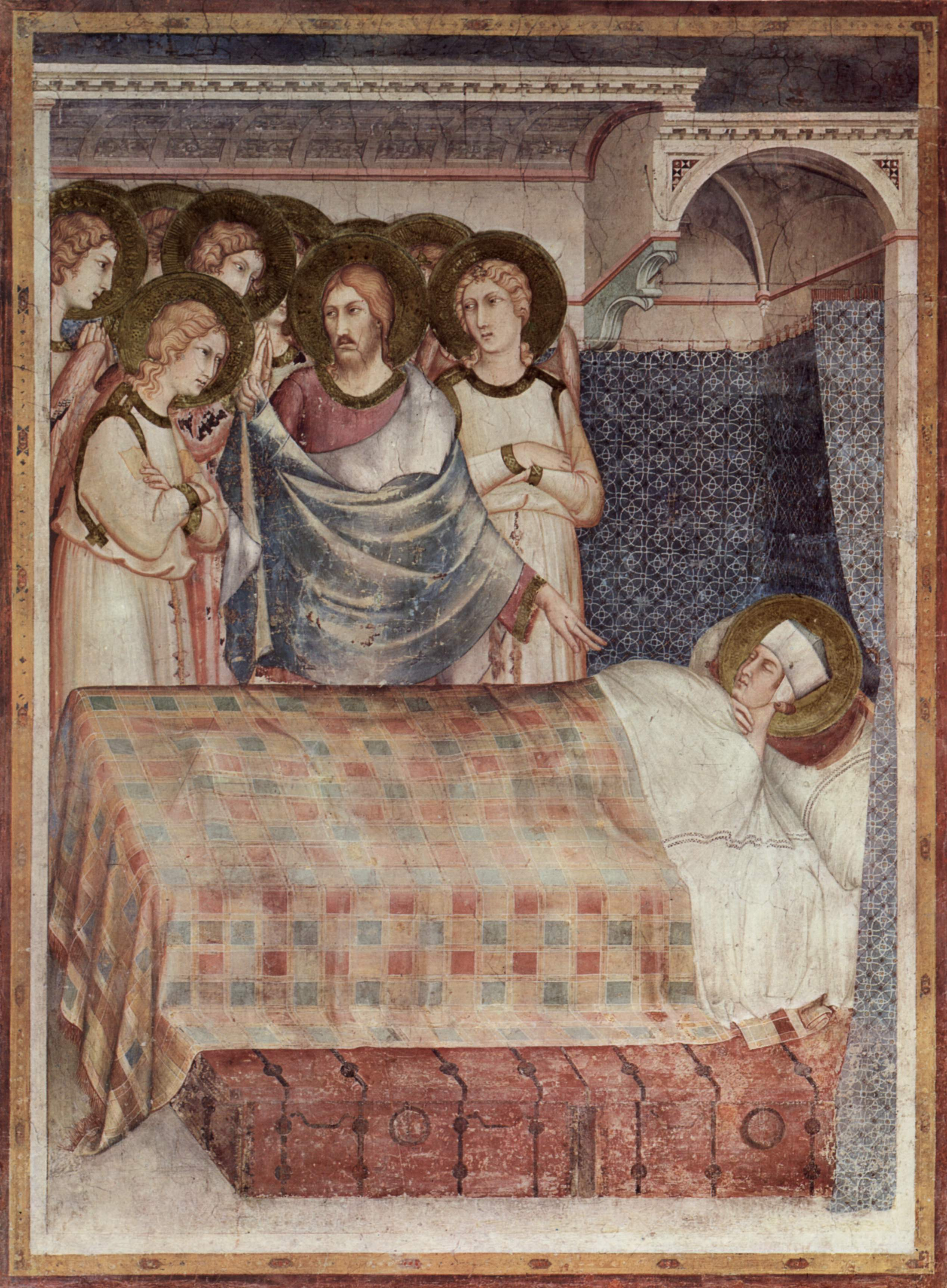
Simone Martini: Der Traum des Hl. Martin, (Fresco, Basilika San Francesco, Assisi)

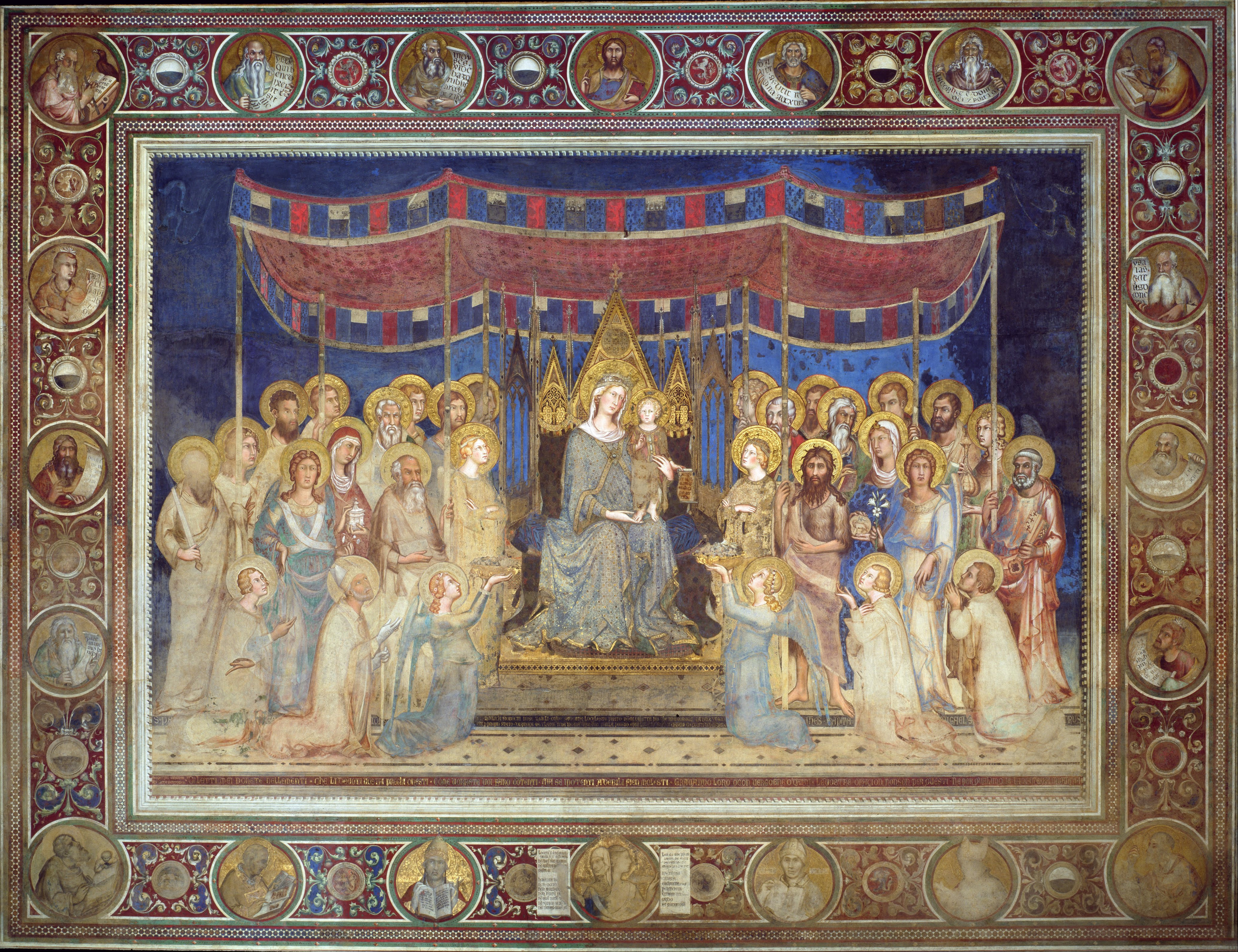
Fresko von Simone Martini: Maestà

Simone Martini (* 1284 in Siena; † 1344 in Avignon) war ein unter anderem in Siena, Assisi, am Hof der Anjou in Neapel und am Papsthof in Avignon aktiver Maler des Trecento. Er gehört zu den erfolgreichsten sienesischen Malern.

## Ausbildung und Künstlerisches Schaffen
Simone Martini war Schüler von Duccio und gilt als sein künstlerischer Nachfolger. Martini malte zahlreiche Fresken, Tafel- und Altarbilder. Wahrscheinlich hatte er bereits 1315 einen sehr guten Ruf, denn in diesem Jahr erhielt er den Auftrag zum Fresko im Empfangssaal des Palazzo Pubblico in Siena, seinem ersten datierten und signierten Werk.
1317 wurde er Hofmaler des Königs von Neapel, Robert von Anjou. 1335 wurde Martini auf Wunsch von Papst Benedikt XII. päpstlicher Hofmaler in Avignon.
Die französische Gotik mit fließenden Formen und Mustern und der edlen Anmut der Figuren hat Martini in seine Werke aufgenommen und perfektioniert. Seine Figuren weisen eine gewisse Unnahbarkeit auf, sie wirken beinahe schwebend. Durch die Mischung der italienischen und französischen Stilelemente gilt er als einer der Begründer der internationalen Gotik.

## Werk
- Als eines seiner Hauptwerke gilt der Freskenzyklus Szenen aus dem Leben des heiligen Martin, der 1312–1317[1] in der Martinskapelle in der Unterkirche der Basilika San Francesco in Assisi entstand.
- Zu seinen Hauptwerken zählt ferner das sogenannte Polyptychon der Passion, das Martini 1342 für die Adelsfamilie Orsini schuf.
- Weiters malte Martini eine Maestà (i. e. thronende Madonna), das Werk gilt als ältestes Fresco in Siena überhaupt, es zeigt Einflüsse französischer Gotik und von Duccio übernommene byzantinische Einflüsse, wie sie die Pisaner Schule und Giotto verkörpern, leichten Pinselstrich, lebhafte und kostbare Farbgebung, feine Ausführung bis ins kleinste Detail
- Die Darstellung des Guidoriccio da Fogliano all’assedio di Montemassi (Guidoriccio da Fogliano bei der Belagerung von Montemassi) zu Pferde von 1329 im Palazzo Pubblico in Siena gilt als eines der gelungensten Werke des Künstlers
- Für Robert von Anjou malte er zahlreiche Porträts, u. a. eines von Ludwig von Toulouse.
- In Avignon führte er zahlreiche Tafelbilder für den päpstlichen Hof aus und stattete den Hof mit nicht mehr erhaltenen Fresken aus.

## „Begründer“ der Schule von Avignon
Während Simone Martini am Hof der Päpste in Avignon in Frankreich tätig war, entstand durch seinen Einfluss auf eine Reihe lokaler Künstler wie Robin de Romans und durch die Verschmelzung von italienischem und französischem Stil eine neue Malrichtung, deren Vertreter heute manchmal unter dem Begriff Schule von Avignon zusammengefasst werden und als deren „Begründer“ Martini dann zusammen mit Matteo Giovanetti betrachtet werden kann.